# Schnaap

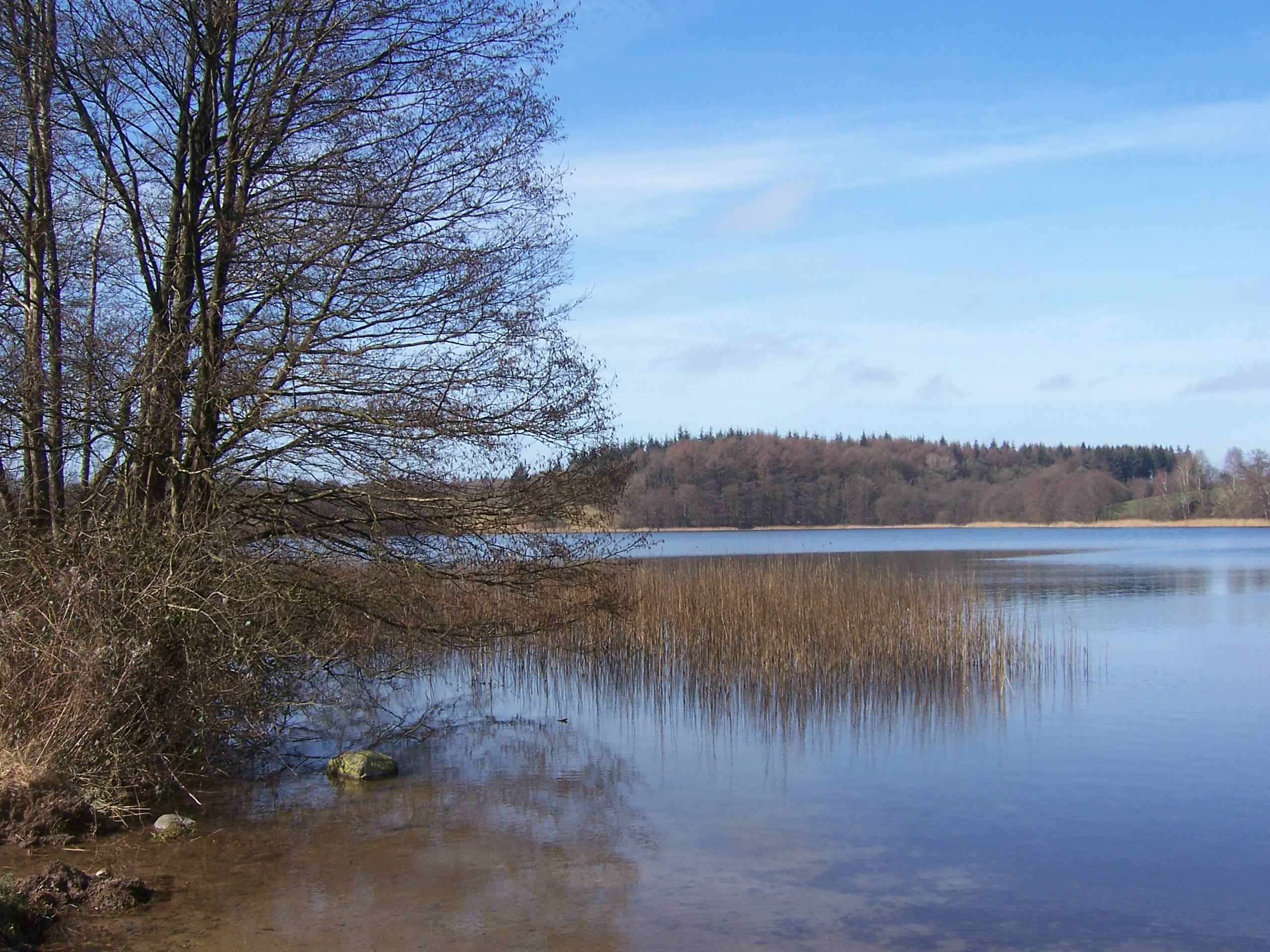
Großer Schnaaper See

Schnaap (dänisch: Snap, Snabe) ist ein am Windebyer Noor gelegener Ort und ist als Exklave ein Ortsteil des Eckernförder Stadtteils Borby. Umgeben ist Schnaap von den Gemeinden Windeby und Gammelby sowie dem Eckernförder Stadtteil Grasholz. Bis zur Eingemeindung Borbys nach Eckernförde 1934 trennten Eckernförder und Gammelbyer Gebiete Borby von seiner Exklave. Zwischen 1934 und 1974 war Schnaap zudem eine Exklave der Stadt Eckernförde, da Grasholz in dieser Zeit noch zu Gammelby gehörte. Den größten Teil des Schnaaper Areals nehmen landwirtschaftlich genutzte Flächen und die beiden Schnaaper Seen: der Große Schnaaper See und der Kleine Schnaaper See ein. Die Bebauung Schnaaps besteht aus einer südöstlich des Kleinen Schnaaper Sees gelegenen Gutsanlage mit rund zehn Wohn- und Wirtschaftsgebäuden.

## Geschichte
Eine erste Besiedlung des Gebietes fand in der Jungsteinzeit statt. Auf einer markanten Anhöhe ostsüdöstlich der heutigen Hofanlage waren zahlreiche jungsteinzeitliche Flintartefakte (das sind unter anderem Beile, Schaber, Bohrer) gefunden worden. Vermutet wird, dass sich in diesem Bereich eine früh-neolithische Befestigungsanlage befand.
Vermutet wird auch, dass der Osterwall der Wikinger eine Verbindung zu Nebenwällen in Schnaap und Christianhöhe besaß.

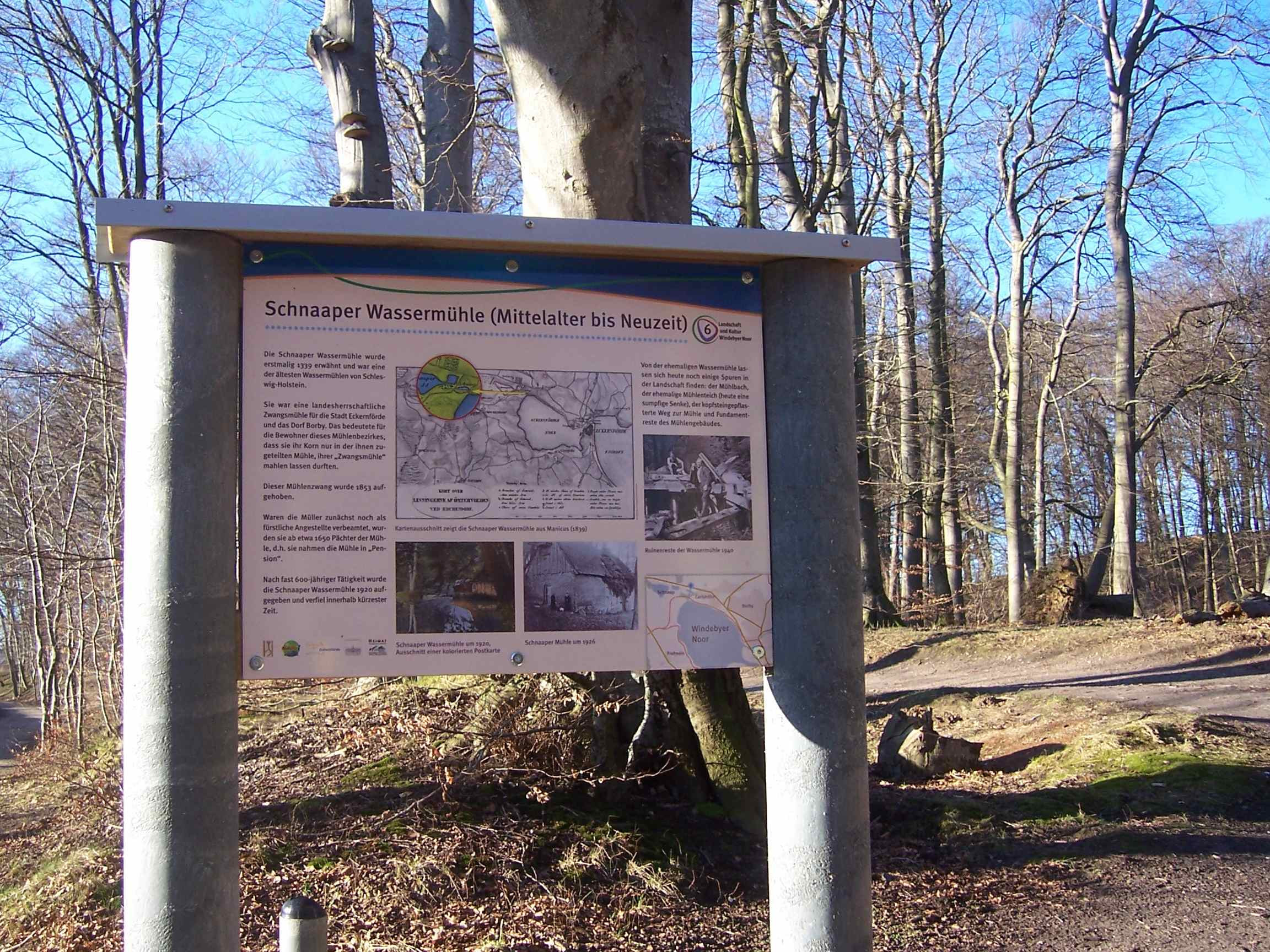
Infotafel über die ehemalige Mühle

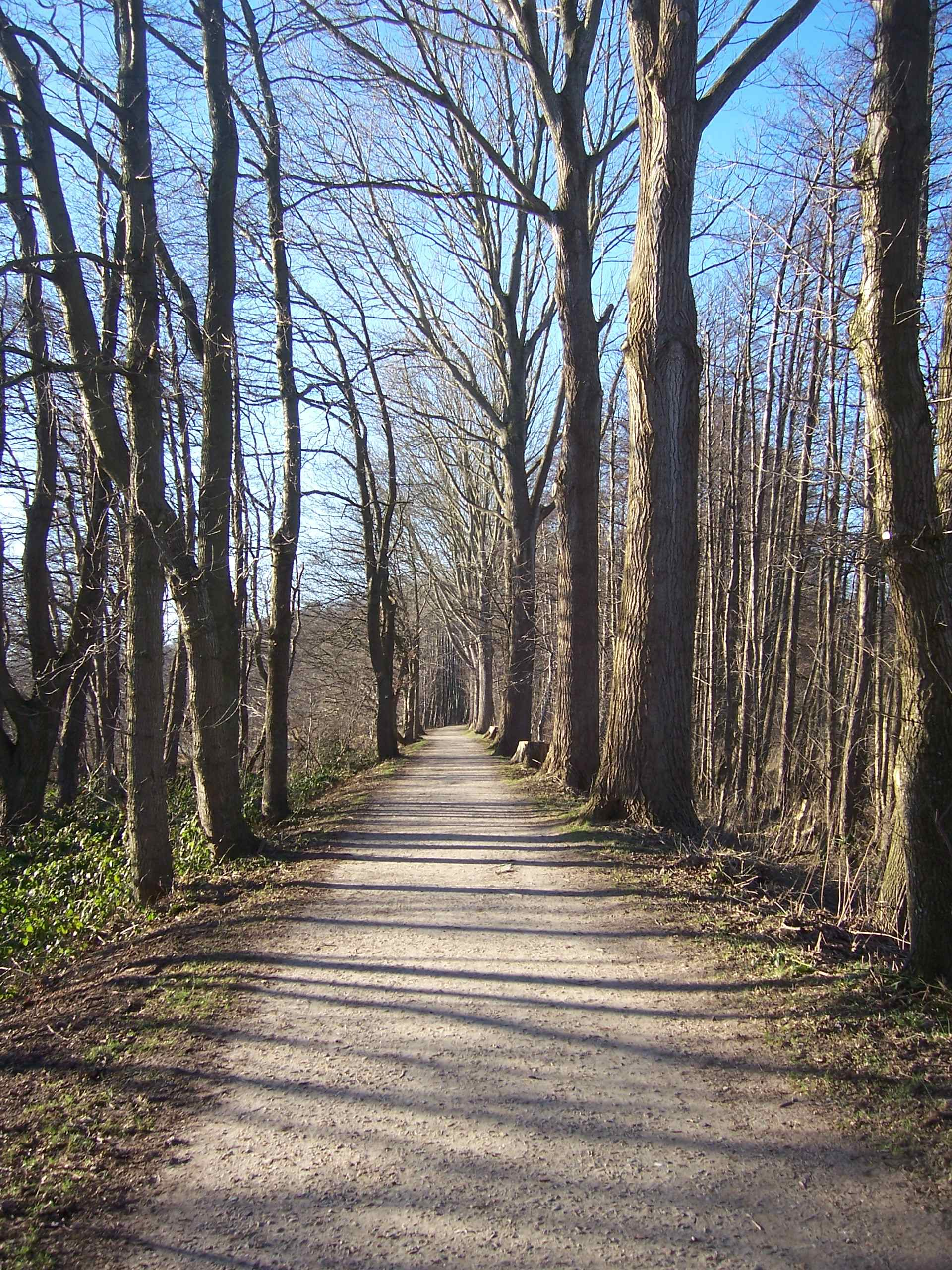
Noorwanderweg – ehemals Kleinbahntrasse

1852 wurde bei Schnaap eine Heil- und Erziehungsanstalt für schwach- und blödsinnige Kinder errichtet.
Von 1904 bis 1954 besaß Schnaap einen Haltepunkt an der Bahnstrecke Eckernförde–Owschlag der schmalspurigen Eckernförder Kreisbahnen. Auf der alten Bahntrasse führt auf Eckernförder Seite ein Teil des Noorwanderweges.

### Schnaaper Wassermühle

Die Schnaaper Wassermühle um 1900

Erstmals erwähnt wurde 1339 die Schnaaper Wassermühle (molendino Snape) an der Schnaaper Au. Die Schnaaper Au durchfließt den Großen - und den Kleinen Schnaaper See und mündet in das Windebyer Noor. In jenem Jahr verpfändete Herzog Waldemar die Hälfte der Mühle an den Ritter Siegfried von Sehestedt. Die Mühle war bis 1853 Zwangsmühle für Borby und Eckernförde, das bedeutet, dass Borbyer und Eckernförder nur in dieser Mühle mahlen lassen durften. Erst ab 1853 war es möglich, die Mühle frei zu wählen. 1748 kam eine zusätzliche Grütz- und Graupen-Windmühle hinzu. Die Wassermühle bestand bis 1920. Nach der Aufgabe verfiel die Mühle, Fundamentreste sind noch erkennbar. Der zwischen dem Kleinen Schnaaper See und dem Windebyer Noor ehemals angelegte Mühlenteich ist noch auf dem Messtischblatt „1524 – Hütten“, Ausgabe 1955 vorhanden.
Vier Generationen lang wurde(n) die Schnaaper Mühle(n) ab 1741 von der Müllerfamilie mit dem Nachnamen Müller in Erbpacht betrieben; der Müller Hieronymus Müller war der erste dieser Familie, Friederich Carl Müller war zumindest 1836 und 1838 Mitglied der Schleswigschen Ständeversammlung.

## Geologie und Natur
Nach Schnaap benannt ist der Schnaaper Sander, ein in der Weichsel-Eiszeit entstandenes Toteisloch, das sich zwischen Kosel und Eckernförde erstreckt. Dieses Gebiet und damit auch Schnaap ist ein FFH-Gebiet mit der Nummer 1524-391, das die beiden Schnaaper Seen wie auch den Bültsee einschließt. Zum Landschaftsschutzgebiet des Kreises Rendsburg-Eckernförde mit der Nummer 58-RD-48 gehört das Gebiet der Schnaaper Seen und des Windebyer Noors. Der Große Schnaaper See verfügt über eine von der Gemeinde Windeby auf Eckernförder Areal betriebene Badestelle mit ausgezeichneter Wasserqualität.

## Sonstiges
Der Name Schnaap soll auf den altdänischen Begriffen snabe oder snap mit der Bedeutung Vorsprung, Keil (im Gelände) basieren.